# 谢佑卿
谢佑卿（1937年12月—），男，湖南邵阳人，中华人民共和国政治人物。

## 生平
1962年，毕业于中南矿冶学院，后在中南大学任教，任中南大学材料物理与化学国家重点学科首席教授。1998年3月，第九届全国人大第一次会议上，他当选为全国人民代表大会常务委员会委员。之后连任第十届全国人大常委、第八届全国政协委员、湖南省人大常委会副主任，湖南省政协副主席。